# 12e division d'infanterie (Allemagne)
Pour les articles homonymes, voir 12e division.
La 12e division d'Infanterie (en allemand : 12. Infanterie-Division) est une des divisions d'infanterie de l'armée allemande (Wehrmacht) durant la Seconde Guerre mondiale.

## Création et différentes dénominations
- 9 octobre 1944 : devient la 12e Volksgrenadier division

## Commandement
| Grade                        | Nom                             | Début            | Fin                           |
| ---------------------------- | ------------------------------- | ---------------- | ----------------------------- |
| General der Artillerie       | Wilhelm Ulex                    | 1er août 1935    | 6 octobre 1936                |
| Generalleutnant              | Albrecht Schubert               | 6 octobre 1936   | 1er avril 1938                |
| Generalleutnant              | Ludwig von der Leyen            | 1er avril 1938   | 10 mars 1940                  |
| Generalleutnant              | Walther von Seydlitz-Kurzbach   | 10 mars 1940     | 1er janvier 1942              |
| Oberst                       | Karl Hernekamp                  | 1er janvier 1942 | 1er mars 1942                 |
| Generalmajor                 | Kurt-Jürgen Freiherr von Lützow | 1er mars 1942    | 31 mai 1942                   |
| Oberst                       | Gerhard Müller                  | 1er juin 1942    | 11 juillet 1942 (par intérim) |
| Oberst                       | Wilhelm Lorenz                  | 11 juillet 1942  | 19 juillet 1942 (par intérim) |
| Generalmajor/Generalleutnant | Kurt-Jürgen Freiherr von Lützow | 20 juillet 1942  | 25 mai 1944                   |
| Generalleutnant              | Kurt Jahn                       | 25 mai 1944      | 4 juin 1944                   |
| Generalleutnant              | Rudolf Bamler                   | 4 juin 1944      | 28 juin 1944                  |
| Generalmajor                 | Gerhard Engel                   | 28 juin 1944     | ?                             |
| Generalmajor                 | Ernst König                     | ?                | 18 avril 1945                 |

## Composition

### Rattachement
| Date           | Korps        | Armee          | Heeresgruppe               | Zone d'opérations                      |
| -------------- | ------------ | -------------- | -------------------------- | -------------------------------------- |
| Septembre 1939 | Gkdo. z.b. V | 3. Armee       | Nord                       | Prusse-Orientale, Pologne              |
| Décembre 1939  | Reserve      |                | B                          | Siegbourg                              |
| Mai 1940       |              | Reserve        | A                          | Luxembourg, Maubeuge                   |
| Juin 1940      | II           | 4. Armee       | B                          | Somme, Nantes, Vendée                  |
| Août 1940      | II           | 6. Armee       | B                          | Ouest de la France                     |
| Septembre 1940 | V            | 16. Armee      | A                          | France                                 |
| Mai 1941       | XXIII        | 15. Armee      | A                          | France                                 |
| Juin 1941      | II           | 16. Armee      | Nord                       | Province de Prusse-Orientale, Demiansk |
| Janvier 1942   | II           | 16. Armee      | Nord                       | Demiansk                               |
| Janvier 1943   | II           | 16. Armee      | Nord                       | Demiansk, Newel                        |
| Janvier 1944   | IX           | 3. Panzerarmee | Mitte                      | Witebsk                                |
| Mars 1944      | XXXIX        | 4. Armee       | Mitte                      | Mogilew, Grodno                        |
| Août 1944      |              |                |                            | Dantzig                                |
| Septembre 1944 | LXXXI        | 7. Armee       | B                          | Aix-la-Chapelle, Hürtgenwald           |
| Novembre 1944  | LXXXI        | 5. Panzerarmee | B                          | Aix-la-Chapelle, Ardennes              |
| Décembre 1944  | I SS         | 6. Panzerarmee | B                          | Ardennes                               |
| Janvier 1945   | Réserve      | 6. Panzerarmee | B                          | Ardennes                               |
| Février 1945   | LVIII        | 15. Armee      | B                          | Eifel                                  |
| Avril 1945     | LVIII        | 5. Panzerarmee | Poche de la Ruhr/Wuppertal |                                        |

### Ordre de bataille
| 1939                                                                       | 1942                                                                   | 1943–1944                                                              |
| -------------------------------------------------------------------------- | ---------------------------------------------------------------------- | ---------------------------------------------------------------------- |
| - Infanterie-Regiment 27 - Infanterie-Regiment 48 - Infanterie-Regiment 89 | - Füsilier-Regiment 27 - Grenadier-Regiment 48 - Grenadier-Regiment 89 | - Füsilier-Regiment 27 - Grenadier-Regiment 48 - Grenadier-Regiment 89 |
| - Artillerie-Regiment 12 - I./Artillerie-Regiment 48                       | - Artillerie-Regiment 12 - I./Artillerie-Regiment 48                   | - Artillerie-Regiment 12 - I./Artillerie-Regiment 48                   |
| - Beobachtungs-Abteilung 12 (1)                                            |                                                                        |                                                                        |
| - Aufklärungs-Abteilung 12                                                 | - Radfahr-Abteilung 12                                                 | - Divisions-Füsilier-Bataillon 12                                      |
| - Pionier-Bataillon 12                                                     | - Pionier-Bataillon 12                                                 | - Pionier-Bataillon 12                                                 |
| - Panzerabwehr-Abteilung 12                                                | - Panzerjäger-Abteilung 12                                             | - Panzerjäger-Abteilung 12                                             |
| - Nachrichten-Abteilung 12                                                 | - Nachrichten-Abteilung 12                                             | - Nachrichten-Abteilung 12                                             |
| - Feldersatz-Bataillon 12                                                  | - Feldersatz-Bataillon 12                                              | - Feldersatz-Bataillon 12                                              |
| - Versorgungseinheiten 12                                                  | - Versorgungseinheiten 12                                              | - Versorgungseinheiten 12                                              |

## Théâtres d'opérations
- 1er septembre au 6 octobre 1939 : campagne de Pologne
- 8 février - 2 mai 1942 : poche de Demiansk
- Octobre 1944 : bataille d'Aix-la-Chapelle
- 16 décembre 1944 - 25 janvier 1945 : bataille des Ardennes